# Tragia correae
Tragia correae är en törelväxtart som beskrevs av Michael J. Huft. Tragia correae ingår i släktet Tragia och familjen törelväxter. Inga underarter finns listade i Catalogue of Life.